# 8302 Kazukin
8302 Kazukin este un asteroid din centura principală de asteroizi.

## Descriere
8302 Kazukin este un asteroid din centura principală de asteroizi. A fost descoperit pe 3 februarie 1995 la Ōizumi de Takao Kobayashi. El prezintă o orbită caracterizată de o semiaxă mare de 2,30 ua, o excentricitate de 0,16 și o înclinație de 5,4° în raport cu ecliptica.